# 최수성
최수성(崔壽城: 1487년~1521년 11월 19일(음력 10월 21일))은 조선시대 전기의 학자·화가다. 자는 가진(可鎭), 호는 원정(猿亭), 북해거사(北海居士), 경포산인(鏡浦山人), 본관은 강릉이다. 진위현(振威縣: 오늘날 경기도 평택시 진위면)에서 태어났다.

## 생애
일찍이 학문을 연마하여 사림(士林)간에 명망 높은 학자가 되었으며 시문이나 서화, 음률, 수학에 모두 뛰어났다. 35살 때 신사무옥(辛巳誣獄)에 연루되어 죽었고, 사후에는 문정(文正)이라는 시호도 받았으며, 1545년(인종 원년)에는 영의정으로 추증되었다. 또한 강릉 향사(鄕祠)에 배향되었다. 전국의 명산(名山)을 찾아다니며 시작(詩作)과 서화에 심취했는데 그의 그림은 국내뿐만 아니라 일본 사람과 명나라 사신도 극찬한 만큼 뛰어났다고 한다.

## 전기 자료
- 송징은, 《약헌집》 권14, 贈領議政猿亭崔公行狀

## 같이 보기
- 한국화
- 한국의 화가 목록
- 한국의 미술